# Jasionowa
Jasionowa – polana położona na południe od wierzchołka Jastrzębskiej Góry w Roztoce Ryterskiej w województwie małopolskim, w powiecie nowosądeckim, w gminie Rytro. Znajduje się na wysokości 500–730 m n.p.m., na ramieniu odchodzącym w kierunku wschodnim od Radziejowej (1262 m) i rozdzielającym tutaj doliny potoków Małej Roztoki i Roztoczanki (Wielkiej Roztoki Ryterskiej).
Jest to długa polana na południowym stoku ramienia opadającym tutaj stromo ku dolinie potoku Mała Roztoka. Kontynuacją polany na grzbiecie ramienia jest polana Jastrzębskie. Na mapie turystycznej Beskidu Sądeckiego (wydawnictwa WiT), błędnie zaznaczona jest jako Jastrzębska, a Jastrzębska jako Jasionowa (błąd powielany od kilku lat).
Swą nazwę polana zawdzięcza jesionom (Fraxinus excelsior) zwanym tutaj jasieniami, pośród których została wyrobiona. Inne spotykane nazwy polany to „Polana Jasienowa” na mapie katastralnej z 1846 roku, „Jasieniowa”, „Jasiowa”. Z rzadkich roślin występuje tutaj koniczyna pannońska, w Polsce występująca tylko na kilku stanowiskach w Beskidzie Sądeckim.
Do początku lat 90. XX wieku polana użytkowana była jako łąka kośna. Obecnie użytkowany jest niewielki skrawek w dolnej części polany, gdzie kiedyś znajdowały się dwa gospodarstwa. Dawni mieszkańcy gospodarstw (po II wojnie światowej) przenieśli się do położonego nad potokiem Mała Roztoka osiedla „Pod Jasionową”.